# Kayla Day
Kayla Day (Santa Barbara, 28 september 1999) is een tennisspeelster uit de Verenigde Staten van Amerika.

## Loopbaan
Day begon op achtjarige leeftijd met tennis. In 2016 speelde zij op basis van een wildcard haar eerste grandslampartijen op het US Open. Dat zelfde toernooi was zij verliezend finaliste bij de junioren in het dubbelspel en werd zij winnares bij het meisjesenkelspel. Daardoor steeg zij op 12 september 2016 naar de eerste plaats van de juniorenranglijst.
In 2016 won Day haar eerste ITF-titel in Macon (VS) – in de finale versloeg zij landgenote Danielle Collins.
In 2023 bereikte zij op Roland Garros de derde ronde, haar beste grandslamresultaat tot dat moment. In juli won zij haar vijfde ITF-titel, op het 100k-toernooi van Granby – hiermee maakte zij haar entrée tot de mondiale top 100 van het enkelspel.

## Posities op deWTA-ranglijst
Positie per einde seizoen:
| jaar | rang enkelspel | rang dubbelspel |
| ---- | -------------- | --------------- |
| 2015 | 988            | –               |
| 2016 | 195            | –               |
| 2017 | 154            | 135             |
| 2018 | 300            | 780             |
| 2019 | 440            | 512             |
| 2020 | 475            | 443             |
| 2021 | 375            | 574             |
| 2022 | 195            | 586             |
| 2023 | 89             | 655             |

## Resultaten grandslamtoernooien
| Legenda | Legenda                          |
| ------- | -------------------------------- |
| g.t.    | geen toernooi gehouden           |
| l.c.    | lagere categorie                 |
| –       | niet deelgenomen                 |
| G       | uitgeschakeld in de groepsfase   |
| 1R      | uitgeschakeld in de eerste ronde |
| 2R      | uitgeschakeld in de tweede ronde |
| 3R      | uitgeschakeld in de derde ronde  |
| 4R      | uitgeschakeld in de vierde ronde |
| KF      | uitgeschakeld in de kwartfinale  |
| HF      | uitgeschakeld in de halve finale |
| F       | de finale verloren               |
| W       | het toernooi gewonnen            |
| w-v     | winst/verlies-balans             |

### Enkelspel
| toernooi        | 2016 | 2017 |    | 2023 | 2024 |
| --------------- | ---- | ---- | -- | ---- | ---- |
| Australian Open | –    | 1R   | –  | 1R   |      |
| Roland Garros   | –    | –    | 3R |      |      |
| Wimbledon       | –    | –    | –  |      |      |
| US Open         | 2R   | 1R   | 1R |      |      |

### Vrouwendubbelspel
| toernooi        | 2017 |    | 2024 |
| --------------- | ---- | -- | ---- |
| Australian Open | –    | 1R |      |
| Roland Garros   | –    |    |      |
| Wimbledon       | –    |    |      |
| US Open         | 2R   |    |      |